# Calcareoboea
Calcareoboea es un género con dos especies de plantas  perteneciente a la familia Gesneriaceae.  Es originaria de China y norte de Vietnam.

## Descripción
Es una planta perenne herbácea en roseta, con un largo rizoma. Hojas subcoriaceas, cerradas. Las inflorescencias en cimas axilares, largo pedunculadas, umbeladas; bracteolas como hojas, forman un involucro.  Corola de color bermellón. El fruto es una cápsula cilíndrica, 2-valvada.

## Taxonomía
El género fue descrito por Cheng Yih Wu y publicado en Acta Botanica Yunnanica 4(3): 241–242. 1982.
Etimología
Calcareoboea: nombre genérico que deriva del latín calcareus = "calcáreo", y el nombre del género Boea.

## Especies
- Calcareoboea bonii (Pellegr.) B.L.Burtt
- Calcareoboea coccinea C.Y.Wu